# Маринін (гміна Хинув)
Маринін (пол. Marynin) — село в Польщі, у гміні Хинув Груєцького повіту Мазовецького воєводства.
Населення — 105 осіб (2011).
У 1975-1998 роках село належало до Радомського воєводства.

## Демографія
Демографічна структура станом на 31 березня 2011 року:
|          | Загалом | Допрацездатний вік | Працездатний вік | Постпрацездатний вік |
| -------- | ------- | ------------------ | ---------------- | -------------------- |
| Чоловіки | 52      | 10                 | 36               | 6                    |
| Жінки    | 53      | 10                 | 32               | 11                   |
| Разом    | 105     | 20                 | 68               | 17                   |